# Мовахед, Балторк
Мовахед Мохаммадпор Балторк (род. 7 января 1995) — иранский игрок в пляжный футбол. Выступает за сборную Ирана. Участник чемпионата мира 2024 года.

## Биография
Выступал за «Шахин Хазар» на Кубке чемпионов мира 2019 года и Московском международном кубке 2022 года. В составе московского «Локомотива» участвовал в чемпионате и кубке России 2023 года. Вице-чемпион России 2023 года.
Игрок сборной Ирана. На Межконтинентальном кубке в 2022 году становился победителем, а в 2021 году — финалистом. В июле 2023 года на Кубке Наций стал серебряным призёром в составе Ирана. Обладатель Кубка Азии 2023 года. В феврале 2024 года главный тренер иранской сборной Али Надери включил Мовахеда Балторка в заявку команды на чемпионат мира в ОАЭ.